# Ивлев, Владимир (хоккеист)
Владимир Ивлев (неизвестно — неизвестно) — советский хоккеист, нападающий.

## Биография
Выступал за новосибирские команды «Пищевик» (1949/50), ОДО (1949/50 — 1952/53), «Динамо» (1953/54 — 1958/59). В чемпионате СССР провёл пять сезонов (1952/53, 1954/55 — 1957/58), забил 25 шайб.
Участник Спартакиады народов РСФСР 1958 года в составе сборной Новосибирска («Динамо»).